# John D. Mayer

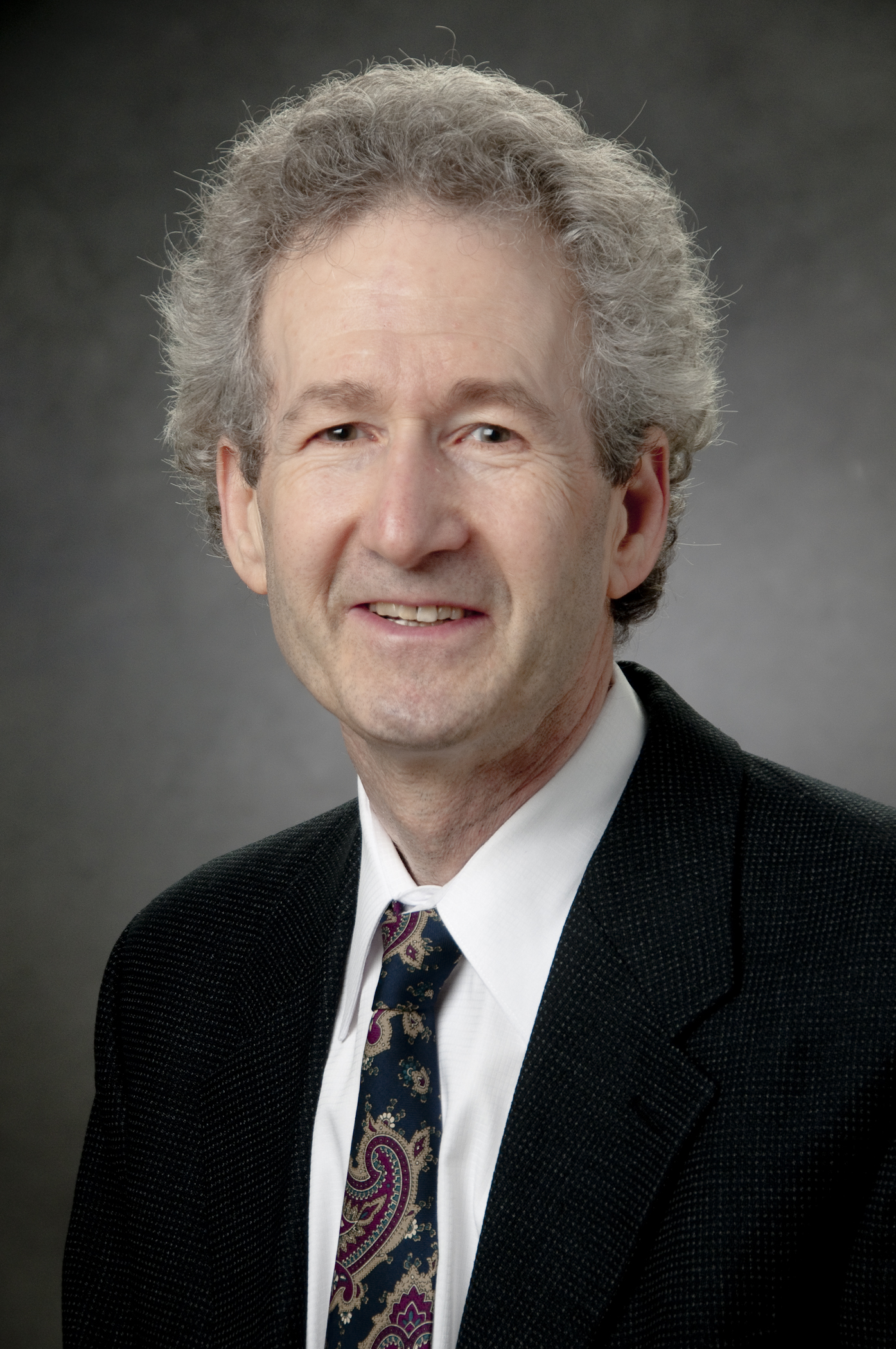
John D. Mayer

John D. Mayer é um psicólogo da personalidade estadunidense.

## Biografia
Obteve o B.A. na Universidade de Michigan, e o Ph.D. na Universidade de Case Western Reserve. Concluiu um pós-doutoramento na Universidade de Stanford e leciona na Universidade de New-Hampshire.

## Obra
Conjuntamente com Peter Salovey desenvolveu o conceito de inteligência emocional.
É um dos autores do teste de inteligência emocional de Mayer-Salovey-Caruso (MSCEIT).
Desenvolveu uma nova estrutura integrada para a Psicologia da Personalidade, designado por "System Framework for Personality Psychology".